# Level 42
Level 42 är ett brittiskt poprock- och jazz-funkband, ursprungligen från Isle of Wight, som nådde stor framgång under 80- och 90-talet med hits som "Running in the family" och "Lessons in Love". De har sålt mer än 31 miljoner album världen över.

## Historik
Gruppen bildades 1980 i London och bestod ursprungligen av medlemmarna Mark King (basgitarr och sång), Mike Lindup (klaviatur, sång), Rowland "Boon" Gould (gitarr) och Phil Gould (trummor). Gruppens tidiga år kännetecknades av en starkt funk/fusion-influerad, dansvänlig popmusik med tydliga jazzharmonier, varefter gruppen alltmer rört sig mot en mer lättsmält renodlad popmusik, dock med vissa utstickande återkommande harmonier.
Den första singeln som släpptes var "Love Meeting Love" som omedelbart blev populär bland brit-funk-fans. Den följdes av låtar som "Turn it on" och "Love games". Ett kännetecken för gruppens musik är Mark Kings speciella bas-stil. Detta var allra tydligast under de första åren.
Den ursprungliga gruppen splittrades 1987, varefter flera olika versioner av bandet uppträtt. Den senaste sammansättningen som framträdde år 2007 bestod av King (basgitarr, sång), Lindup (klaviatur, sång), Nathan King (gitarr), Sean Freeman (saxofon) och Gary Husband (trummor).

## Medlemmar

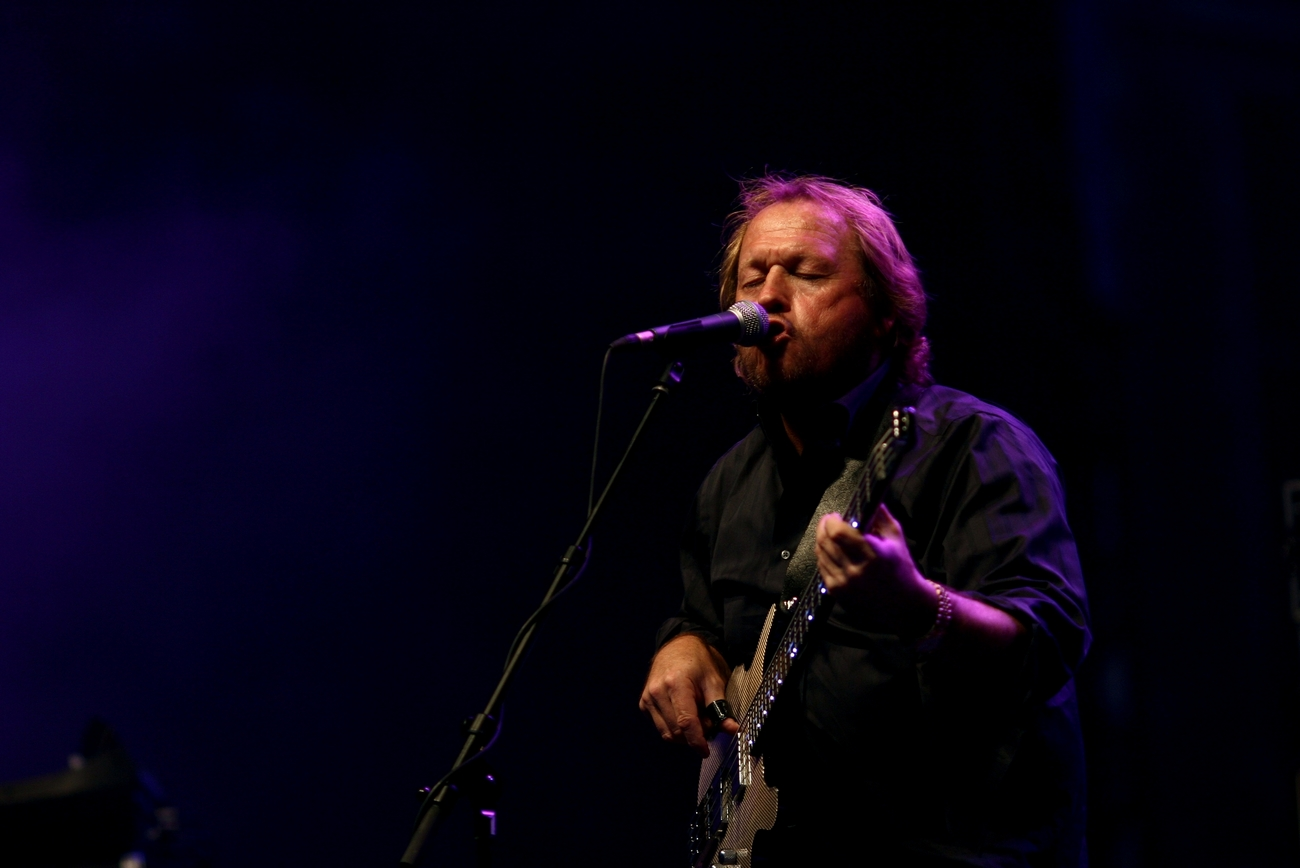
Mark King live i Bryssel 2007.

### Nuvarande medlemmar
- Mark King – basgitarr, sång (1980–1994, 2001–)
- Mike Lindup – keyboard, sång (1980–1994, 2006–)
- Nathan King – gitarr, bakgrundssång (2001–; turnerande medlem 1999–2001)
- Sean Freeman – saxofon, bakgrundssång (2001–)
- Pete Ray Biggin – trummor (2010–)

### Tidigare medlemmar
- Phil Gould – trummor (1980–1987, 1994)
- Gary Husband – trummor (1987–1993, 2001–2010)
- Rowland Charles Gould – gitarr (1980–1987; död 30 april 2019)
- Alan Murphy – gitarr (1988–1989; död 19 oktober 1989)

### Studiomedlemmar
- Wally Badarou – keyboard, bakgrundssång, låtskrivare, musikproducent (1980–1994)

### Turnerande medlemmar
- Gary Barnacle – saxofon (1981, 1988–1994)
- Krys Mach – saxofon (1984–1988)
- Johnny Thirkell – trumpet (1988–1994)
- Lyndon Connah – keyboards (2001–2006)
- Allan Holdsworth – gitarr (1990)
- Jakko Jakszyk – gitarr, bakgrundssång (1991–1993; 1994)
- Gavin Harrison – trummor (1994)

## Diskografi

### Studioalbum
- 1981 – Level 42
- 1982 – Strategy - The Early Tapes
- 1982 – The Pursuit of Accidents
- 1983 – Standing in the Light
- 1984 – True Colours
- 1985 – World Machine
- 1987 – Running in the Family
- 1988 – Staring at the Sun
- 1991 – Guaranteed
- 1994 – Forever Now
- 2006 – Retroglide

### Top 40 singlar
Mellan 1980 och 1994 hade Level 42 totalt 30 singlar på de brittiska hitlistorna. Följande 20 singlar nådde Top 40 i UK Singles Chart:
- 1981 – "Love Games" (#38)
- 1983 – "The Chinese Way" (#24)
- 1983 – "The Sun Goes Down (Living It Up)" (#10)
- 1983 – "Micro-kid" (#37)
- 1984 – "Hot Water" (#18)
- 1985 – "Something About You" (#6)
- 1985 – "Leaving Me Now" (#15)
- 1986 – "Lessons in Love" (#3)
- 1987 – "Running in the Family" (#6)
- 1987 – "To Be With You Again" (#10)
- 1987 – "It's Over" (#10)
- 1987 – "Children Say" (#22)
- 1988 – "Heaven in My Hands" (#12)
- 1988 – "Take a Look" (#32)
- 1989 – "Tracie" (#25)
- 1989 – "Take Care of Yourself" (#39)
- 1991 – "Guaranteed" (#17)
- 1994 – "Forever Now" (#19)
- 1994 – "All Over You" (#26)
- 1994 – "Love In A Peaceful World" (#31)

### DVD
- The Collection (2003)
- Live at Reading UK (2003)
- Live at Reading Concert Hall (2003)
- Level 42 Live Apollo 2003 (2003)
- The Ultimate Collection (2004)
- Live at Wembley (1987) (2005)
- Level 42 at Rock Palast (1983/1984)